# Agenda (série télévisée)
Pour les articles homonymes, voir Agenda (homonymie).
Agenda (Diari en version originale) est une série télévisée dramatique pour adolescents italienne produite par Netflix et diffusée à partir du 18 mai.
En février 2023, le début de la production de la deuxième saison est annoncé. Elle a été divisée en deux parties de 14 épisodes, la première diffusée à partir du 10 octobre 2023, la seconde à partir du 9 janvier 2024.

## Synopsis
La série suit un groupe d'élèves du collège Galileo Galilei dans les villes insulaires fictives de Marina Piccola (saison 1) et Marina Grande (saison 2). Tout au long de la série, les élèves naviguent entre l'adolescence, les béguins, les rivalités et les amitiés. Chaque épisode est centré sur un personnage différent qui devient le narrateur et brise fréquemment le quatrième mur.

## Fiche technique
- Titre original : Diari
- Titre français : Agenda
- Réalisation : Alessandro Celli
- Scénario : Mariano Di Nardo, Simona Ercolani, Angelo Pastore, Ivan Russo
- Musique : Tancredi Cantù, LDA
- Production : Grazia Assenza, Simona Ercolani
- Société de production : Netflix
- Société de distribution :  Netflix
- Pays de production :  Italie
- Langue originale : italien
- Format : couleur - 16/9 - son stéréo
- Genre : série dramatique
- Nombre de saisons : 2
- Nombre d'épisodes : 29
- Durée : 24 minutes
- Dates de première diffusion :
  - Monde : 18 mai 2022

## Distribution
- Andrea Arru : Pietro Maggi, garçon têtu mais consciencieux qui n'a pas peur de dire ce qu'il pense
- Flavia Leone : Livia Mancini, surnommée « Miss Parfaite » par ses camarades de classe
- Sofia Nicolini  : Isabel Diop, fille sportive, déterminée et sûre d'elle
- Biagio Venditti  : Daniele Parisi, garçon gentil et sensible qui a tendance à trop s'inquiéter
- Liam Nicolosi  : Giulio « Pac » Paccagnini, le clown de la classe et le meilleur ami de Pietro
- Federica Franzellitti  : Monica Piovani, la nerd de la classe et la meilleure amie d'Isabel
- Pietro Sparvoli  : Mirko Valenti, garçon timide et peu sûr de lui qui aime la musique
- Francesca La Cava  : Arianna Rinaldi, fille snob, vaniteuse et arrogante
- Fiamma Parente  : Bianca Laremi (saison 2), fille et cousine talentueuse de Giulio.
- Emily Shaqiri  : Katia (saison 2), fille de Marina Grande